# 콘스탄틴 베스코프
| 이 사람의 이름은 동슬라브어군 이름입니다. 첫 번째 성은 베스코프 이며 부칭은 이바노비치 입니다. |

콘스탄틴 이바노비치 베스코프(러시아어: Konstantin Ivanovich Beskov Константи́н Ива́нович Бе́сков[*]; 1920년 11월 18일, 모스크바 ~ 2006년 5월 6일, 모스크바)는 소련/러시아의 전 축구 선수이자 감독이다.
베스코프는 모스크바 출신이다. 그는 디나모 모스크바에서 공격수로 호라약했고, 126골을 기록했다. 현역 은퇴 후, 그는 친정 구단인 디나모와 그 경쟁 구단인 스파르타크를 감독하면서 성공을 거두었다.
그는 소련 국가대표팀을 이끌고 1964년 유러피언 네이션스컵 결승전에 진출했고, 1982년 월드컵에 참가했다.

## 수상

### 선수
디나모 모스크바
- 소비에트 톱리그: 1945, 1949
- 쿠보크 SSSR: 1953

### 감독
스파르타크 모스크바
- 소비에트 톱리그: 1979, 1987
- 쿠보크 페데라치 푸트볼라 SSSR: 1987
- 소비에트 1부 리그: 1977
- 유러피언컵 8강: 1981
- UEFA컵 8강: 1984

디나모 모스크바
- 쿠보크 SSSR: 1967, 1970
- 러시아 컵: 1995
- 유러피언 컵위너스컵 준우승: 1971–72

소련
- 유럽 선수권 대회 준우승: 1964
- 하계 올림픽 동메달: 1980

모스크바 대표
- 소련 인민 스파르타키아드: 1979

## 상훈
- 조국공헌훈장 2등급, 3등급
- 레닌 훈장
- 조국 전쟁 훈장 2등급
- 인민 유대 훈장
- 명예의 배지 훈장 2회 (1957년 포함
- 블라디미르 레닌 출생 100주년 기념 훈장
- 1941-1945 대애국 전쟁 용기 노동 메달
- 1941-1945 대애국 전쟁 승전 20주년 기념 훈장
- 1941-1945 대애국 전쟁 승전 30주년 기념 훈장
- 모스크바 850주년 기념 메달